# Stazione di Villabella
La stazione di San Villabella  era una fermata ferroviaria situata nell'omonima frazione del comune di Valenza.

## Strutture e impianti
La gestione degli impianti era affidata a Rete Ferroviaria Italiana.
La fermata disponeva del solo binario di corsa della linea, servito da un'apposita banchina non coperta.

## Movimento
Il servizio viaggiatori era effettuato da Trenitalia nell'ambito del contratto di servizio stipulato con la Regione Piemonte. Data la scarsa affluenza di viaggiatori la fermata venne dismessa nel 2003.